# Sydtaks
Sydtaks (Podocarpus) er en slægt med fler end 100 arter, der er udbredt i bjergene over et mægtigt område, der strækker sig fra det sydlige Chile og New Zealand til Mexico og Japan i nord. Det er stedsegrønne buske eller træer med spredtstillede blade, der ikke (trods tilhørsforholdet i Gran-ordenen) er nåleformede, men flade og lancetformede. De er stive og læderagtige med en enkelt midterribbe og af og til også nogle parallelle sideribber. De fleste arter er enkønnede, sådan at kun hunlige individer bærer frugter. Det er frø med en saftig kappe omkring (svarende til den, man ser hos Taks).
| Beskrevne arter |

- Tasmansk sydtaks (Podocarpus lawrencei)
- Stornålet sydtaks (Podocarpus macrophyllus)
- Neriesydtaks (Podocarpus neriifolius)
- Bjergsydtaks (Podocarpus nivalis)
- Argentinsk sydtaks (Podocarpus parlatorei)

| Andre arter |

| - Podocarpus angustifolius - Podocarpus coriaceus - Podocarpus costalis - Podocarpus cunninghamii - Podocarpus elatus - Podocarpus elongatus - Podocarpus gnidioides - Podocarpus guatemalensis - Podocarpus henkelii - Podocarpus javanicus | - Podocarpus lambertii - Podocarpus latifolius (Yellowwood) - Podocarpus matudae - Podocarpus nubigenus - Podocarpus oleifolius - Podocarpus pilgeri - Podocarpus salignus - Podocarpus sellowii - Podocarpus totara - Podocarpus trinitensis |